# نبيل عمرو
نبيل محمود يوسف عمرو (وُلد في 6 سبتمبر 1947 في الخليل). سياسي ووزير سابق في السلطة الفلسطينية ومستشار الرئيس الفلسطيني محمود عباس لشؤون الثقافة والإعلام، وعضو اتحاد الكتاب والصحفيين الفلسطينيين.

## تعليمه
درس نبيل عمرو بجامعة دمشق ونال شهادة ليسانس حقوق كما حصل على دكتوراه فخرية من الأكاديمية المعلوماتية الدولية.

## الحياة العملية
- عمل كمسؤول للمنظمات الشعبية الفلسطينية في سوريا بين عامي 1969 و1971.
- كان بين عامي 1973 و1988 مسؤولاً عاماً عن إذاعات صوت فلسطين التابعة لمنظمة التحرير الفلسطينية.
- عين بدءاً من عام 1988 ممثلاً للمنظمة في الاتحاد السوفييتي السابق، قبل أن يشتغل سفيرًا فوق العادة في نفس البلد إلى عام 1993.
- أسس عام 1995 جريدة الحياة الجديدة.
- اُنتخب عضوًا في المجلس التشريعي الفلسطيني بعد الانتخابات العامة الفلسطينية عام 1996 حيث حصل على 23,269 صوتًا في دائرة محافظة الخليل ممثلًا عن حركة فتح.[1]
- تولى حقيبة وزارة الشؤون البرلمانية في حكومة ياسر عرفات الثالثة في عام 1998.[2]
- تولى حقيبة وزارة الإعلام في حكومة محمود عباس في عام 2003.[3]
- صار عضوًا في لجنة المفاوضات في عام 2005.[4]
- كان مستشارًا للريس الفلسطيني ياسر عرفات، ولاحقًا مستشارًا للرئيس محمود عباس.
- كان سفيرًا لدولة فلسطين في مصر واستمر حتى عام 2009.

## محاولة اغتياله
تعرض لمحاولة اغتيال فاشلة في 2004 كادت تودي بحياته واضطر الأطباء لبتر ساقه اليمنى إثر ذلك.[بحاجة لمصدر]

## مؤلفاته
كتب نبيل عمرو العديد من المقالات السياسية والفكرية، وألف كتابين هما:
- «أيام الحب والحصار» حول عمل الإذاعة الفلسطينية أثناء معركة بيروت الكبرى عام 1982.
- «ألف يوم في موسكو» حول السياسة الشرق أوسطية للاتحاد السوفييتي ووقائع انهيار الدولة العظمى وحرب الخليج.